# Canton de Savigny-sur-Braye
Le canton de Savigny-sur-Braye est un ancien canton français située dans le département de Loir-et-Cher et la région Centre.

## Géographie
Ce canton était organisé autour de Savigny-sur-Braye dans l'arrondissement de Vendôme. Son altitude variait de 56 m (Sougé) à 182 m (Épuisay) pour une altitude moyenne de 98 m.

## Représentation

### Conseillers d'arrondissement (de 1833 à 1940)
| Période                                  | Période          | Identité                                        | Étiquette          | Qualité |
| ---------------------------------------- | ---------------- | ----------------------------------------------- | ------------------ | --- |
| 1833                                     | 1845             | Pierre Jean Bordier                             |                    | Notaire à Lunay                                                                                             |
|                                          |                  |                                                 |                    | |
| 1848                                     | 1852             | Jacques Théodore Pesson-Maisonneuve (1795-1872) |                    | Juge de paix à Savigny-sur-Braye, propriétaire à Villedieu-le-Château                                       |
| 1852                                     | 1877             | François-Paul Deniau fils                       |                    | Propriétaire, maire de Savigny-sur-Braye                                                                    |
| 1877                                     | 1888 (démission) | Charles-Laurent Lapeyre                         |                    | Docteur-médecin à Savigny-sur-Braye                                                                         |
| 1888                                     | 1925             | Noël Buisson                                    | Radical PRS        | Cultivateur, conseiller municipal de Fontaine-en-Beauce                                                     |
| 1925                                     | 1934             | Georges Lhersonneau (1858-1945)                 | SFIO               | Instituteur, maire de Fortan                                                                                |
| 1934                                     | 1937             | Louis Liger de Chauvigny                        | Républicain Droite | Journaliste, adjoint au maire de Cellé                                                                      |
| 1937                                     | 1940             | Octave Bataille                                 |                    | Herbager à Lunay                                                                                            |
| 1940                                     |                  |                                                 |                    | Les conseils d'arrondissement ont été suspendus par la loi du 12 octobre 1940 et n'ont jamais été réactivés |
| Les données manquantes sont à compléter. |                  |                                                 |                    | |

### Conseillers généraux de 1833 à 2015
| Période      | Période      | Identité                                  | Étiquette       | Qualité |
| ------------ | ------------ | ----------------------------------------- | --------------- | --- |
| 1833         | 1845         | Michel Simon Thévard                      |                 | Notaire impérial puis royal à Savigny-sur-Braye Suppléant du juge de paix Maire de Savigny-sur-Braye (1807-1815 et 1830-1847)                               |
| 1845         | 1848         | Hubert Rohault de Fleury                  |                 | Propriétaire du château de Fargot à Montoire Ancien lieutenant du Génie, Pair de France Conseiller municipal de Montoire                                    |
| 1848         | 1852         | Alexandre Gérard                          |                 | Avocat à la Cour d'Appel de Paris Propriétaire du château de la Fosse à Fontaine-les-Coteaux                                                                |
| 1852         | 1864         | Jacques Pesson dit Pesson-Maisonneuve     |                 | Juge de paix, journaliste et écrivain Conseiller municipal de Savigny-sur-Braye Propriétaire à Bouillant, Villedieu-le-Château, conseiller d'arrondissement |
| 1864         | 1870         | Jules Lebatteux                           |                 | Docteur en médecine, suppléant de juge de paix Maire de Savigny-sur-Braye (1870-1875)                                                                       |
| 1871         | 1877         | Ernest Rousseau                           |                 | Ingénieur, propriétaire à La Roulière aux Auberts à Savigny-sur-Braye                                                                                       |
| 1877         | 1883         | Louis Charles Prosper de Nully            | Républicain     | Propriétaire et Maire de Lunay (1877-1882) |
| 1883         | 1884 (décès) | Charles Paul de Nully (fils du précédent) | Républicain     | Avocat, propriétaire à Lunay |
| 1884         | 1913         | Octave Besnard                            | Républicain     | Notaire à Sargé-sur-Braye Conseiller municipal de Sargé-sur-Braye (1881-1917)                                                                               |
| 1913         | 1925 (décès) | René Hurault                              | RG              | Docteur en médecine Maire de Savigny-sur-Braye (1914-1925)                                                                                                  |
| 1925         | 1937         | Noël Buisson                              | PRS             | Cultivateur Conseiller municipal de Fontaine-en-Beauce (1912-1925)                                                                                          |
| 1937         | 1940         | Louis Liger de Chauvigny                  | URD             | Journaliste, rédacteur en chef du journal L'Epoque Adjoint au maire de Cellé, conseiller d'arrondissement                                                   |
|              |              |                                           |                 | |
| 1945         | 1954 (décès) | Jean Petit                                | SFIO            | Fonctionnaire des P.T.T. Maire de Savigny-sur-Braye (1945-1947)                                                                                             |
| 28 mars 1954 | 1957 (décès) | Louis Liger de Chauvigny                  | DVD             | Journaliste, rédacteur en chef du journal L'Epoque Adjoint au maire de Cellé                                                                                |
| 1957         | 1973         | Marcel Jullien                            | DVG             | Directeur de collège Adjoint au maire de Lunay |
| 1973         | 1985         | René Dubois                               | PS              | Cultivateur Maire de Cellé (1958-2003) |
| 1985         | 2004         | Michel Dupiot                             | UDF puis UMP    | Directeur de société Président du Conseil général (1998-2004) Maire de Savigny-sur-Braye (1985-1998)                                                        |
| 2004         | 2015         | Bernard Bonhomme                          | DVD puis NC UDI | Contremaître de maintenance Maire de Sougé depuis 1995 Président de la communauté de communes des Coteaux de la Braye depuis 2008                           |

## Composition
Le canton de Savigny-sur-Braye, d'une superficie de 198 km2, était composé de huit communes.
| Nom                  | Code Insee | Intercommunalité         | Superficie (km2) | Population (dernière pop. légale) | Densité (hab./km2) |
| -------------------- | ---------- | ------------------------ | ---------------- | --------------------------------- | ------------------ |
| Bonneveau            | 41020      | CA Territoires Vendômois | 10,95            | 486 (2014)                        | 44                 |
| Cellé                | 41030      | CA Territoires Vendômois | 12,67            | 239 (2014)                        | 19                 |
| Épuisay              | 41078      | CA Territoires Vendômois | 23,52            | 799 (2014)                        | 34                 |
| Fontaine-les-Coteaux | 41087      | CA Territoires Vendômois | 22,11            | 356 (2014)                        | 16                 |
| Fortan               | 41090      | CA Territoires Vendômois | 5,98             | 283 (2014)                        | 47                 |
| Lunay                | 41120      | CA Territoires Vendômois | 38,63            | 1 278 (2014)                      | 33                 |
| Savigny-sur-Braye    | 41238      | CA Territoires Vendômois | 67,18            | 2 097 (2014)                      | 31                 |
| Sougé                | 41250      | CA Territoires Vendômois | 16,88            | 475 (2014)                        | 28                 |

## Démographie

### Évolution démographique
| 1962  | 1968  | 1975  | 1982  | 1990  | 1999  | 2006  | 2011  | 2012  |
| ----- | ----- | ----- | ----- | ----- | ----- | ----- | ----- | ----- |
| 6 012 | 5 835 | 5 354 | 5 488 | 5 545 | 5 727 | 6 039 | 6 116 | 6 077 |

### Âge de la population
La pyramide des âges, à savoir la répartition par sexe et âge de la population, du canton de Savigny-sur-Braye en 2009 ainsi que, comparativement, celle du département de Loir-et-Cher la même année sont représentées avec les graphiques ci-dessous.
La population du canton comporte 50,1 % d'hommes et 49,9 % de femmes. Elle présente en 2009 une structure par grands groupes d'âge légèrement plus âgée que celle de la France métropolitaine. 
Il existe en effet 85 jeunes de moins de 20 ans pour cent personnes de plus de 60 ans, alors que pour la France l'indice de jeunesse, qui est égal à la division de la part des moins de 20 ans par la part des plus de 60 ans, est de 1,06. L'indice de jeunesse du canton est par contre supérieur à celui  du département (0,83) et inférieur à celui de la région (0,95).
| Hommes | Classe d’âge | Femmes |
| ------ | ------------ | ------ |
| 0,5    | 90 ans ou +  | 1,2    |
| 9,0    | 75 à 89 ans  | 12,3   |
| 15,7   | 60 à 74 ans  | 15,2   |
| 21,8   | 45 à 59 ans  | 20,0   |
| 19,8   | 30 à 44 ans  | 19,5   |
| 14,9   | 15 à 29 ans  | 14,3   |
| 18,3   | 0 à 14 ans   | 17,4   |

| Hommes | Classe d’âge | Femmes |
| ------ | ------------ | ------ |
| 0,5    | 90 ans ou +  | 1,5    |
| 8,8    | 75 à 89 ans  | 12,1   |
| 15,4   | 60 à 74 ans  | 16,1   |
| 21,2   | 45 à 59 ans  | 20,5   |
| 19,6   | 30 à 44 ans  | 18,7   |
| 15,9   | 15 à 29 ans  | 14,3   |
| 18,6   | 0 à 14 ans   | 16,8   |